# Diogmites brunneus
Diogmites brunneus là một loài ruồi trong họ Asilidae. Diogmites brunneus được Fabricius miêu tả năm 1787. Loài này phân bố ở vùng Tân nhiệt đới.